# Хришћанство у Србији
Хришћанство је доминантна религија у Републици Србији. По последњем попису становништва из 2011. године, хришћани чине преко 90% пописаног становништва Србије (попис није вршен на територији Косова и Метохије). Од тог броја, православни верници чине око 85% у односу на укупно становништво, док су у знатно мањем проценту заступљени и римокатолици (4,97%) и протестанти (0,99%).

## Старија историја
На просторима данашње Србије, хришћанство се појавило веома рано, већ током првог или другог века хришћанске историје. Прве хришћанске заједнице за које се зна на основу историјских сведочанстава и археолошких налаза развиле су се у већим градским центрима као што су антички Сирмијум (данашња Сремска Митровица), Сингидунум (данашњи Београд), Виминацијум (данашњи Костолац), Наисус (данашњи Ниш) и Улпијана (данашњи Липљан). У овим центрима створене су и прве ранохришћанске епископије. Почетком 4. века, у Сингидунуму су током прогона хришћана пострадали Свети Ермил и Стратоник. Током 4. и 5. века, посебан значај је добила епископија у Сирмијуму, као и оближња епископија у Сингидунуму, чији су епископи Урсакије и Секундијан били непосредно укључени аријанске спорове.
Све до 535. године, црквена управа у позноримским и рановизантијским провинцијама које су припадале царској Дијецези Дакији, била је уређена по принципу провинцијских митрополија. Пошто је Дијецеза Дакија била у саставу Префектуре Илирика, чије се седиште налазило у Солуну, сви провинцијски митрополити са подручја поменуте префектуре признавали су првенство солунског архиепископа.
У склопу реорганизације црквене управе, цар Јустинијан I (527-565) је 535. године донео одлуку да се у његовом завичају, односно у новоподигнутом граду који је у цареву част назван Јустинијана Прима (Прва Јустинијана, локалитет Царичин Град код данашњег Лебана у Србији) установи нова Архиепископија Јустинијана Прима са широком обласном јурисдикцијом. Новоустановљена архиепископија добила је надлежност над митрополијама и епископијама у свим провинцијама које су биле у саставу царске Дијецезе Дакије (Прва Мезија, Приобална Дакија, Средоземна Дакија, Дарданија, Превалитана) укључујући и делове Друге Паноније и Друге Македоније. Након додатне реорганизације, која је извршена 545. године, Друга Македонија је изостављена из надлежности архиепископа Прве Јустинијане. Архијереји са подручја Првојустинијанске архиепископије учествовали су 553. године на Петом васељенском сабору, који је одржан у Цариграду.
Иако је ова архиепископија средином 6. века била на врхунцу свог развоја, ускоро је дошло до замирања хришћанства на овим просторима. Сирмијум је 582. године тешко пострадао од Авара, а 584. године су пострадали и Сингидунум, Виминацијум, Наисус и други градови. Након двадесетогодишњих борби, почетком 7. века дошло је до коначне пропасти царске власти у читавој области, услед чега су запустеле и многе старе епископије. Током прве половине 7. века, на тим просторима су се населили Срби, који су у то време још увек већином припадали старој словенској вери.
У периоду од 7. до 10. века, наставља се са даљом изградњом и развојем српских црквених установа, које су од почетка 11. до почетка 13. века биле под окриљем Охридске архиепископије. Најзначајнија прекретница у историји Српске православне цркве догодила се 1219. године, када је православна црква у Србији постала аутокефална и од тада је била организована као помесна Српска архиепископија, на челу са сопственим архиепископом. Након проглашења Српског царства, уздигнута је 1346. године на степен Српске патријаршије, чији је трон након 1463. године остао упражњен током наредних пола века, након чега су се јавили и први покушаји обнове, која је коначно извршена 1557. године.

Током раздобља османске власти, обновљена Српска патријаршија је одиграла кључну улогу у очувању хришћанства. Укинута је 1766. године, од стране цариградских фанариота. У међувремену, на српским просторима под влашћу Хабзбуршке монархије, створена је самоуправна Карловачка митрополија, која је 1848. године уздигнута на почасни степен Српске патријаршије у Сремским Карловцима. Православна црква у обновљеној Србији је 1831. године стекла самоуправу, као аутономна Београдска митрополија, која је 1879. године стекла и аутокефалност. Све српске црквене области ујединиле су се 1920. године у јединствену Српску патријаршију, која је позната као Српска православна црква.
- Верска мапа територије данашње Србије у време Великог раскола 1054. године.
- Верска мапа територије данашње Србије у 14. веку.
- Верска мапа територије данашње Србије у 16. и 17. веку.

## Верска демографија
Хришћанство у Србији (2011)
Пописом који је 2011. године спроведен на подручју Републике Србије (без територије Косова и Метохије), прикупљени су и подаци о верској припадности становништва.
|             | 1991      | 1991 | 2002      | 2002  | 2011      | 2011  |
| Број        | %         | Број | %         | Број  | %         |       |
| ----------- | --------- | ---- | --------- | ----- | --------- | ----- |
| Православни | 6.347.026 | 81,8 | 6.371.584 | 84,98 | 6.079.396 | 84,59 |
| Католици    | 496.226   | 6,4  | 410.976   | 5,48  | 356.957   | 4,97  |
| Протестанти | 88.275    | 1,14 | 80.837    | 1,08  | 71.284    | 0,99  |
| Укупно      | 7.759.571 | 100  | 7.498.001 | 100   | 7.186.862 | 100   |

- Верска припадност становништва Републике Србије, по општинама (1991)
- Верска припадност становништва Републике Србије, по општинама (2002)
- Верска припадност становништва Републике Србије, по општинама (2011)

## Православље
Након досељавања Срба на ове просторе почетком 7. века, започео је процес њихове постепене христијанизације, која је у потпуности довршена тек током 9. века. Тада су обновљене и поједине епископије на овом подручју. Први познати београдски епископ из тог времена био је Сергије, који се помиње 878. године. Током 11. и 12. века, за време обновљене византијске власти, већина епископија у српским земљама (Рас, Призрен, Липљан, Ниш, Браничево, Београд, Срем) биле у саставу православне Охридске архиепископије.
У време Великог раскола из 1054. године и дуго након тога, на подручју данашње Србије доминирало је православље, осим у северним областима под тадашњом угарском влашћу, где се ширио католицизам. У српским земљама се током 11. и 12. века појавило и богумилство, које је ухватило дубљи корен само у Босни.
Православна црква је доживела пуни процват у српским земљама у раздобљу од краја 12. до средине 15. века. На темељима које је поставио српски велики жупан Стефан Немања (1166-1196), његови синови, краљ Стефан Првовенчани и први српски архиепископ Свети Сава створили су 1219. године аутокефалну Српску архиепископију, која је 1346. године уздигнута на степен патријаршије. Међутим, у време турске најезде средином 15. века, српска црква је тешко пострадала.
Српска патријаршије је обновљена 1557. године заслугом патријарха Макарија Соколовића и постојала је све до 1766. године, када је укинута и припојена Цариградској патријаршији. За време османске власти, део православних Срба на подручју данашње Србије је био исламизован, али је упркос томе дуго задржао свест о припадности своме народу. У првој половини 18. века, када северни делови територије данашње Србије долазе под управу Хабзбуршке монархије, створена је аутономна Карловачка митрополија, која је 1848. године уздигнута на степен патријаршије. Коначно уједињење свих српских црквених области извршено је 1920. године, када је створена јединствена Српска православна црква.
Већина становника Србије су верници Српске православне цркве, док је у деловима Србије настањеним румунским становништвом присутна и Румунска православна црква. Поред Срба и Румуна, у православне вернике у Србији се убрајају и Црногорци, Македонци, Бугари, Власи, Украјинци, Руси, Грци, као и део Рома, Југословена и Русина.
Православље је доминантно на већем делу територије Србије, изузимајући највећи део подручја Косова и Метохије, као и неколико општина и градова у Санџаку, на југу Србије или у делу Војводине. Православље је доминантно и у већини великих градова Србије, изузимајући Суботицу у којој су већина становника католици, Нови Пазар у коме су већина становника муслимани, као и веће градове Косова и Метохије у којима доминира ислам.
- Удео православаца у Србији по општинама 1991. године
- Удео православаца у Србији по општинама 2002. године
- Удео православаца у Србији по општинама 2011. године
- Удео православаца у Србији по општинама 2011. године

## Католицизам
Након Великог раскола из 1054. године, на северним подручјима данашње Србије, која су у то време била под угарском влашћу, дошло је до јачања католицизма. На овим просторима је тада постојало неколико римокатоличких бискупија, које се биле потчињене угарским надбискупима у Калочи и Острогону. Од краја 12. до средине 15. века, у унутрашњости средњовековне српске државе је подигнуто неколико римокатоличких цркава за досељене саске рударе и дубровачке трговце. Ове цркве су биле потчињене римокатоличкој Которској бискупији, док су римокатоличке цркве у приморским областима биле потчињене Барској надбискупији, чији је поглавар носио наслов "Примас Србије". Након турског освајања у 16. веку, римокатоличке бискупије и жупе у средњем Подунављу су махом пострадале и постепено су обновљене тек током 18. века, након коначног протеривања турске власти.
Коначна организација Римокатоличке цркве у Србији започела је тек након Првог светског рата, када је створена Београдска надбискупија (1924). Након ње су створене: Суботичка бискупија (1968), Зрењанинска бискупија (1986), Сремска бискупија (2008), Призренско-приштинска бискупија (2018) и гркокатоличка Крстурска епархија (2018). Данас је Католицизам у Републици Србији доминантан у неколико општина на северу Војводине, као и у граду Суботици. Католички верници чине апсолутну већину становништва града Суботице, као и апсолутну већину становништва у општинама Кањижа, Сента, Ада и Чока, а такође и релативну већину у општинама Бечеј, Бачка Топола и Мали Иђош. Верници Католичке цркве у Србији су углавном Мађари, Хрвати, Буњевци, Немци, Словенци, Чеси, Шокци, Јањевци, Срби католици, као и један број Рома, Југословена и Словака. Русини и део Украјинаца у Србији су верници гркокатоличке цркве.

## Протестантизам
Прве вести о појави протестантизма на подручју данашње Србије потичу из средине 16. века, када је у суседној Трансилванији и околним угарским областима дошло до ширења лутеранства и калвинизма. У то време, Трансилванија је постала снажно калвинистичко упориште, одакле се ова вероисповест почела ширити и према подручјима Баната. Током 18. века, на просторе Баната, Бачке и Срема се почињу насељавати протестанти разних народности (Немци, Мађари, Словаци и други).
Данас протестанти у Србији чине апсолутну већину становништва у општини Бачки Петровац, као и релативну већину у општини Ковачица. Најбројнија етничка група у овим општинама су Словаци, који су на подручју Србије углавном протестанти, за разлику од већине Словака у Словачкој, који су углавном католици. Њихова највећа верска заједница је Словачка евангелистичка црква у Србији.
У протестантске вернике у Србији спада и део других етничких група, првенствено Мађара и Немаца. Њихове највеће протестантске верске заједнице су Евангеличка хришћанска црква у Србији и Реформатска хришћанска црква у Србији. Поред Бачког Петровца и Ковачице, значајан број протестаната живи и у Новом Саду. Протестантизам (углавном у форми назаренства) је почео да се шири међу Србима у Војводини у 19. веку. Иако проценат протестаната међу Србима није велики, ово је једина верска форма изузев православља, која је данас значајније заступљена у српском народу. Током 20. века у Србији су се појавиле и неке друге протестантске верске заједнице, као што су: Хришћанска адвентистичка црква у Србији, Евангеличка методистичка црква у Србији, Црква Исуса Христа светаца последњих дана у Србији (мормони), Савез хришћанских баптистичких цркава у Србији, Јеховини сведоци и неке друге.

## Оријентално православље
Током старије историје, у Београду и неким другим већим градовима на подручју Србије постојале су и мале заједнице оријентално-православних хришћана, које су следиле посебну миафизитску христологију. Ове заједнице су биле створене постепеним досељавањем јерменских трговаца и њихових породица током раног раздобља турске власти, у 16. и 17. веку. Пошто је велика већина Јермена традиционално припадала миафизитској Јерменској апостолској цркви, њихова заједница у Београду је већ током раног раздобља турске власти подигла сопствену цркву. Јерменско миафизитско свештенство у свим европским областима Турске било је у надлежности посебне Јерменске патријаршије са средиштем у Цариграду, па је по том основу и јерменска миафизитска парохија у Београду представљала симбол присуства посебног оријенталног православља на тлу Србије. Међутим, јерменска заједница се током потоњих аустријско-турских ратова суочила са истим невољама које су задесиле и православне Србе, услед чега је дошло до осипања и расељавања, на шта се потом надовезала и кампања преверавања у областима које су потпале под хабзбуршку власт, тако да је знатан део Јермена напустио своју традиционалну веру и прешао у Јерменску источнокатоличку цркву.